# コミンテルン執行委員会

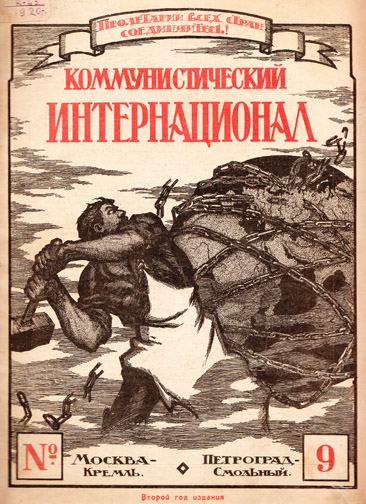
機関誌『共産主義インターナショナル』第9号の表紙、1920年

コミンテルン執行委員会（ロシア語: Исполнительный комитет Коммунистического интернационала; ИККИ、英語: Executive Committee of the Communist International; ECCI）は、共産主義政党による国際組織コミンテルンにおいて、大会から次期大会までの間を指導していた執行機関である。

## 概説
歴代議長は下記のとおり。
- 初代議長　1919–1926　グリゴリー・ジノヴィエフ
- 第2代議長　1926–1929　ニコライ・ブハーリン
- 第3代議長　1935-1943　ゲオルギ・ディミトロフ

歴代会議
| 会議名称                         | 開催年 | 開催日              | 会場                     | 代議員                |
| -------------------------------- | ------ | ------------------- | ------------------------ | --------------------- |
| コミンテルン創立大会             | 1919   | 3月2–6日            | モスクワ                 | 30か国52名、34+18     |
| アムステルダム・ビューロー会議   | 1920   | 2月10–11日          | アムステルダム           | 16                    |
| コミンテルン第2回大会            | 1920   | 7月19日-8月7日      | ペトログラード、モスクワ | 41か国218名、167+≈53  |
| 第1回東方諸民族大会              | 1920   | 9月1–8日            | バクー                   |                       |
| コミンテルン第3回大会            | 1921   | 6月22日-7月12日     | モスクワ                 | 52か国605名           |
| 第1回極東諸民族大会              | 1922   | 1月21日-2月2日      | モスクワ、ペトログラード | 148名                 |
| コミンテルン第1回拡大執行委員会  | 1922   | 2月24日-3月4日      | モスクワ                 | 105                   |
| コミンテルン第2回拡大執行委員会  | 1922   | 6月7–11日           | モスクワ                 | 41 + 9                |
| コミンテルン第4回大会            | 1922   | 11月5日-12月5日     | ペトログラード、モスクワ | 58か国408名、340 + 48 |
| コミンテルン第3回拡大執行委員会  | 1923   | 6月12–23日          | モスクワ                 |                       |
| コミンテルン第5回大会            | 1924   | 6月17日-7月8日      | モスクワ                 | 324 + 82              |
| コミンテルン第4回拡大執行委員会  | 1924   | 6月12日、7月12–13日 | モスクワ                 |                       |
| コミンテルン第5回拡大執行委員会  | 1925   | 3月21日-4月6日      | モスクワ                 |                       |
| コミンテルン第6回拡大執行委員会  | 1926   | 2月17日-3月15日     | モスクワ                 | 77 + 53               |
| コミンテルン第7回拡大執行委員会  | 1926   | 11月22日-12月16日   | モスクワ                 |                       |
| 反植民地主義反帝国主義世界会議   | 1927   | 2月10–15日          | ブリュッセル             | 152                   |
| コミンテルン第8回拡大執行委員会  | 1927   | 5月18–30日          | モスクワ                 |                       |
| コミンテルン第9回拡大執行委員会  | 1928   | 2月9–25日           | モスクワ                 | 27か国92名、44 + 48   |
| コミンテルン第6回大会            | 1928   | 7月17日-9月1日      | モスクワ                 | 57か国532名           |
| コミンテルン第10回拡大執行委員会 | 1929   | 7月3–19日           | モスクワ                 | 36 + 72               |
| 第2回反帝同盟会議                | 1929   | 7月                 | フランクフルト           |                       |
| コミンテルン拡大執行委員会       | 1930   | 2月25日-            | モスクワ                 |                       |
| 第1回黒人労働者国際会議          | 1930   | 7月7–8日            | ハンブルク               | 17 + 3                |
| コミンテルン第11回拡大執行委員会 | 1931   | 3月26日-4月11日     | モスクワ                 |                       |
| コミンテルン第12回拡大執行委員会 | 1932   | 8月27日-9月15日     | モスクワ                 | 38 + 136              |
| コミンテルン第13回拡大執行委員会 | 1933   | 11月28日-12月12日   | モスクワ                 |                       |
| コミンテルン第7回大会            | 1935   | 7月25日-8月21日     | モスクワ                 | 57か国65共産党510名   |

## 関連リンク
- コミンテルン執行委員会極東局
- コミンテルン執行委員会国際連絡部